# The Way of the Red Man
The Way of the Red Man est un film muet américain réalisé par Otis Turner et sorti en 1910.

## Fiche technique
- Titre : The Way of the Red Man
- Réalisation : Otis Turner
- Production : William Selig
- Pays d'origine :  États-Unis
- Genre : Film d'aventure
- Dates de sortie : 
  -  États-Unis : 7 juillet 1910

## Distribution
- Margarita Fischer
- Tom Mix